# Kaboom!
Kaboom! — видеоигра жанра action, разработанная и выпущенная компанией Activision для Atari 2600 в 1981 году, Atari 8-bit в 1982 году и Atari 5200 в 1983 году. Является одной из самых популярных игр на Atari 2600.

## Игровой процесс

Классическая версия игры для Atari 2600

Управление в игре совершалось с помощью пэддла. Игровой процесс достаточно прост. В верхней части экрана по горизонтальной линии перемещается влево-вправо «Mad Bomber» — человек, любимое занятие которого скидывать бомбы и смотреть, как они взрываются. Цель игрока — остановить негодяя, ловя его бомбы с помощью трёх ёмкостей с водой, расположенных друг над другом. Ёмкости перемещаются с помощью пэддла влево-вправо по нижней горизонтали экрана. Если хотя бы одна бомба достигает нижний части экрана, одна из ёмкостей разрушается. После того, как все ёмкости разрушены, игра прекращается. По мере прохождения игры скорость и количество выбрасываемых за раз бомб возрастает. За пойманные бомбы начисляются игровые пункты, за каждый тысячный пункт игрок получает новую ёмкость с водой, однако, только в том случае, если у него их меньше, чем максимальные три. Игра заканчивается, если набрать 999,999 очков, на что уходит по некоторым данным 2 часа 46 минут идеальной непрерывной игры.
Игровой процесс и оформление игры в разных версиях практически неотличимы от оригинала, за исключением нескольких мелочей, например, фонов заднего плана на Atari 8-bit и Atari 5200 и музыкального оформления на Atari 5200.
Игроки, набравшие минимум 3000 баллов в Kaboom!, могли отправить подтверждающий фотоснимок экрана в компанию Activision и получить специальную нашивку — «Bucket Brigade». Подобные нашивки за различные достижения высылались Activision и за другие игры, например, Pitfall!. Кроме того, компания призывала игроков, набравших максимально возможные 999 999 баллов, также отправить подтверждение этого, чтобы отметить такое примечательное достижение.
Существует всего несколько официально подтверждённых случаев, когда игрок смог набрать максимальных 999 999 баллов. Лишь один игрок смог сделать это во всех трёх версиях игры — американец Тод Роджерс (Atari 2600: NTSC — Game 1, Difficult B; Atari-8 бит: default setting; Atari 5200: default setting). Кроме него максимального результата смог достичь Дуглас Т. Корекач (на Atari 2600: NTSC — Game 1, Difficult B и Atari 5200: default setting) и Роберт Т. Мружек (на Atari 2600: NTSC — Game 1, Difficult B).

## Создатели игры
Создателями игры являются Дэвид Крейн и Ларри Каплан. Оба они были в числе программистов, покинувших Atari в 1979 году из-за недовольства политикой компании, не выплачивающей программистам проценты с продаж даже за создание хитов.
Крейн — один из самых известных программистов видеоигр мира, создатель таких хитов, как Pitfall!, Canyon Bomber, Grand Prix, Pitfall II: Lost Caverns, Ghostbusters, A Boy and His Blob: Trouble on Blobolonia, The Simpsons: Bart vs. the Space Mutants и Night Trap. Многие из его игр получали различные награды и входили в хит-парады видеоигр.
Каплан — известный американский дизайнер и программист видеоигр, один из основателей компании Activision. Ещё до работы над Kaboom! он принимал участие в разработке игр Street Racer, Air-Sea Battle, Brain Games, Bowling и Bridge. Имя Ларри Каплана, как разработчика концепта и дизайнера, стоит на обратной стороне упаковки игр Kaboom! для Atari 2600. Кроме того, в числе людей, работавших над игрой, числится Пол Вильсон (англ. Paul Willson), адаптировавший Kaboom! для Atari 5200 и восьмибитных компьютеров Atari (Atari 400/800 и Atari XL).
Музыкальная тема, звучащая в версии игры на Atari 5200 — увертюра 1812 год Петра Ильича Чайковского.

## Признание и критика
Kaboom! входит в десятку самых продаваемых игр на Atari 2600, занимая девятое место после игр Pac-Man, Pitfall!, Missile Command, Demon Attack, E.T., Atlantis, Adventure и River Raid. Всего было продано около миллиона картриджей с игрой. В 1982 году на фестивале «Arcade Alley Award» игра завоевала главный приз в номинации «Лучшие аудио и визуальные эффекты». Кроме того, Kaboom! несколько раз попадала в различные хит-парады видеоигр, в том числе: 85 место в списке 100 лучших видеоигр всех времён по версии журнала FLUX (выпуск № 4), 9 место в списке 25 лучших игр Atari 2600 по версии журнала Retro Gamer (выпуск № 46). Практически во всех рецензиях игра получала положительные отзывы и высокие оценки. Исключением является только версия игры на Atari 5200, получившая резко отрицательную критику. По версии веб-сайта MobyGames, посвященного каталогизации компьютерных игр, средняя оценка игры Kaboom! составляет по пятибалльной системе: 3,7 для Atari 2600, 2,8 для Atari 8-бит и 2,5 для Atari 5200. На известном интернет-портале GameFAQs оригинальная игра имеет оценку 9,4/10 по мнению рецензентов и 7,2/10 по мнению посетителей портала.

### Рецензии
- На популярном информационном веб-сайте Allgame Kaboom! получила высокую оценку 4,5 звёздочки из 5, из них: 3,5 за графику и фактор повторного прохождения (англ. Replay Value) и по 4 звёздочки за геймплей, музыку/звук и качество прилагаемой документации. В рецензии говорится, что несмотря на простоту игры, отсутствие разнообразия и возможности играть вдвоём, Kaboom! является одной из тех игр, время за которыми пролетает незаметно[15].
- Другой англоязычный сайт — Game Freaks 365, оценил Kaboom! в максимальные 10 баллов, поставив высочайшую оценку всем параметрам игры — музыке, геймплею, графике и оригинальности концепта, при этом Kaboom! названа одной из лучших в истории видеоигр[16].
- Несколько более низкую оценку — 8/10 получила Kaboom! на веб-сайте HonestGamers, где игра также была названа увлекательной, несмотря на предельно простой геймплей и простоту в оформлении[17].
- Специализирующийся на играх, вышедших на игровых системах Atari, веб-сайт Atari Times оценил игру в 80 %. Графика игры получила 95 %, музыка и звук — 100 %, геймплей — 90 %, управление — 85 %. Игра была названа в рецензии замечательной во всех отношениях[18].
- Посвящённый видеоиграм англоязычный сайт Video Game Critic поставил следующие оценки разным версиям игры по шкале от F- до A+:
  - Atari 2600: «A» Kaboom! названа одновременно самой интересной и самой простой игрой на данной приставке[19].
  - Atari 8-bit: «A» Игра названа практически точной копией оригинала с простым, но необыкновенно увлекательным игровым процессом[20].
  - Atari 5200: «C» В рецензии говорится, что, как и многие другие игры, портированные на Atari 5200 с Atari 2600, Kaboom! получилась несколько недоработанной. Большим недостатком названо отсутствие паддла на приставке, из-за чего игрой приходится управлять простым геймпэдом[11].